# Christophe Guérin

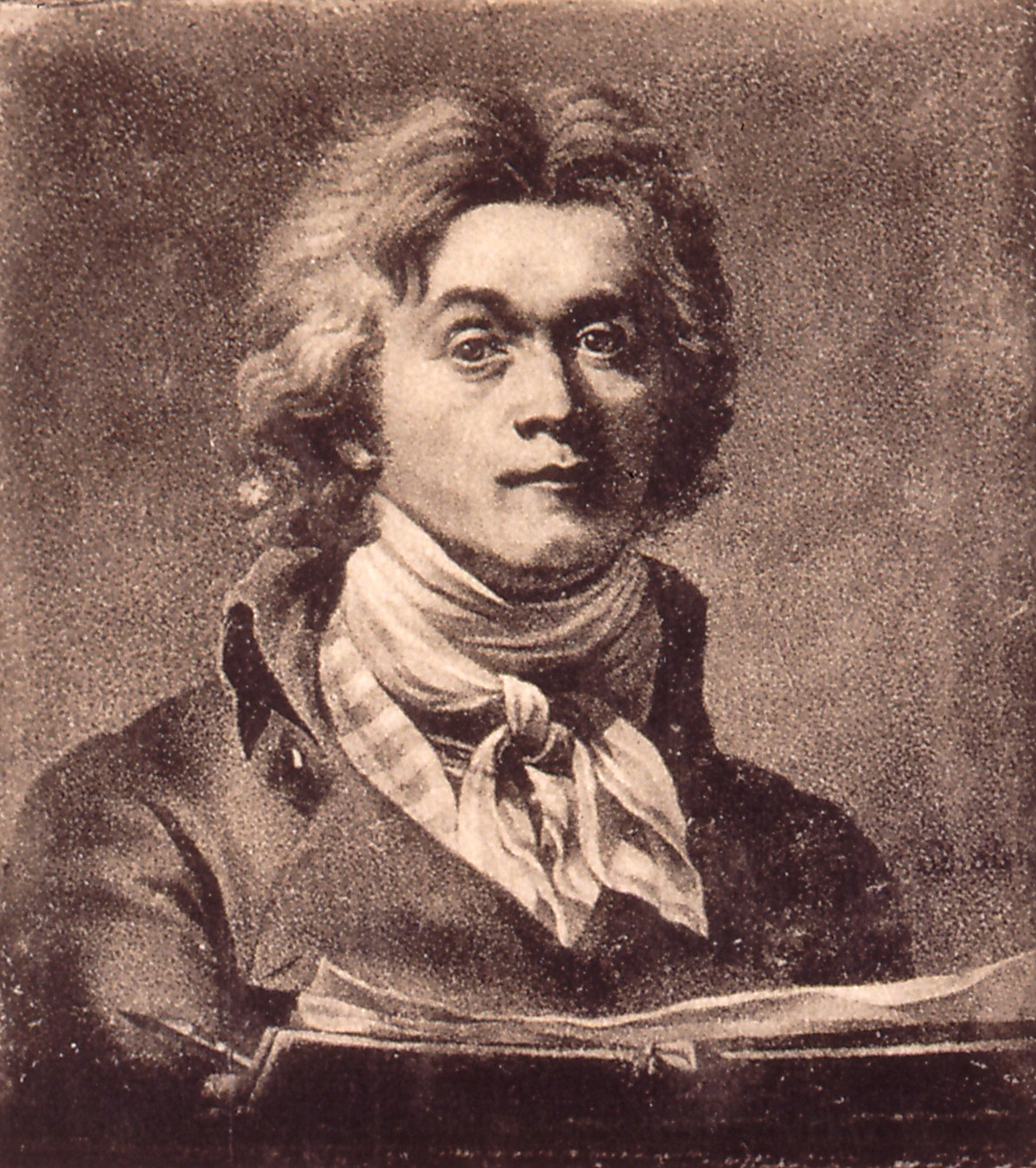
Christophe Guérin

Christophe Guérin (* 1758 in Straßburg; † 1831 in Straßburg) war ein französischer Zeichner und Kupferstecher.

## Leben
Das Künstlerische lag in der Familie von Christophe Guérin: Sein Vater Jean Guérin (1724–1787) war Kupferstecher, sein Bruder Jean-Urbain Guérin (1760–1836) Miniaturmaler und sein Sohn Gabriel-Christophe Guérin (1790–1846) Maler.
Christophe Guérin wurde an einer Kunstschule, der École des Beaux-Arts, in Paris ausgebildet; einer seiner Lehrer dort soll Nicolas-René Jollain (1732–1804) gewesen sein.

Illustration für ein Buch von Jacques Delille. Das Thema des Bildes ist Mitmenschlichkeit: Mutter und Tochter, von gutem Stand, besuchen eine arme Familie, um sie zu beschenken

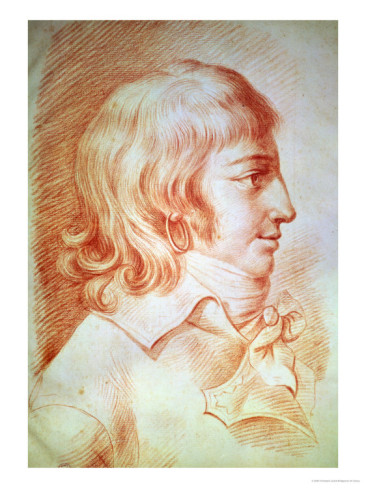
Das Porträt von Saint-Just; die Wahl der Profillinie nach rechts lässt vermuten, dass Guérin Linkshänder war

Danach hat er dann zeitlebens in seiner Heimatstadt Straßburg gewirkt. Er ist dort Stecher im Münzamt gewesen, hat Bücher illustriert, wofür er auch manches Porträt gestochen hat wie zum Beispiel im Jahre 1780 eines von dem Straßburger Orgelbauer Johann Andreas Silbermann (1712–1783), oder auch im Jahre 1785 ein anderes von dem Musiker Franz Xaver Richter (1709–1789). Auch an dem Schweizer Atlas, entstanden in der Zeit von 1786 bis 1802, des deutsch-französischen Kartographen Johann Heinrich Weiss (1759–1826) und des Schweizer Unternehmers Johann Rudolf Meyer (1739–1813) hat Christophe Guérin als Stecher mitgearbeitet.
Im Herbst 1793 begegnete Guérin dem Volksbeauftragten Louis Antoine de Saint-Just, der zu der Zeit die Rheinarmee inspizierte und so auch nach Straßburg gekommen war, und fertigte ein Porträt (en profil) von ihm, eine Rötelzeichnung, die sich heute im Museum Carnavalet in Paris befindet.
Als, ausgelöst von der Französischen Revolution, überall in Frankreich das Schulwesen neu strukturiert wurde, entstand im Jahre 1795 in Straßburg die École Centrale du Department du Bas-Rhin („Zentralschule des Departements Niederrhein“). Hier wurde Christophe Guérin zum Lehrer und Leiter der École gratuierte de Dessin, der Zeichenschule in dieser neuen Einrichtung, berufen. Sein Unterricht erfreute sich schon bald eines großen Zulaufs; bis zu 130 Schüler sollen in ihm zeitweise gewesen sein; darunter auch der später berühmt gewordene deutsch-französische Maler Benjamin Zix.
Im Jahre 1802 bekam Christophe Guérin noch eine weitere Aufgabe, als er vom Präfekten zum Kurator des im Entstehen begriffenen Musée de Beaux-Art de Strasbourg (Kunsthistorisches Museum von Straßburg) berufen wurde. Am Aufbau und der Pflege der Museums-Sammlung hat Guérin dann bis zu seinem Tod gearbeitet, danach ist die Arbeit von seinem Sohn, Gabriel-Christophe Guérin, fortgesetzt worden.